# Countertrade
Countertrade significa a troca de bens ou serviços pagos, no todo ou em parte, com outros bens ou serviços, e não com dinheiro. Uma avaliação monetária pode, no entanto, ser usada em contrapartida para fins contábeis. Nas negociações entre estados soberanos, o termo comércio bilateral é usado.

## Tipos de contra-negociação
Existem seis variantes principais de contra-comércio:
- Escambo: troca de bens ou serviços diretamente para outros bens ou serviços sem o uso de dinheiro como meio de compra ou de pagamento.

Troca é a troca direta de mercadorias entre duas partes em uma transação. As principais exportações são pagas com bens ou serviços fornecidos pelo mercado importador. Um único contrato cobre os dois fluxos, na sua forma mais simples não envolve dinheiro. Na prática, o suprimento das principais exportações é frequentemente mantido até que sejam obtidas receitas suficientes com a venda de mercadorias trocadas. Um dos maiores acordos de troca até o momento envolveu o acordo da Occidental Petroleum Corporation de enviar ácido sulfúrico para a ex-União Soviética para uréia de amônia e potássio sob um contrato de dois anos no valor de 18 bilhões de euros. Além disso, durante o estágio de negociação de uma negociação, o vendedor deve conhecer o preço de mercado dos itens oferecidos no comércio. As mercadorias trocadas podem variar de presuntos a pellets de ferro, água mineral, móveis ou azeite, todos um pouco mais difíceis de precificar e comercializar quando clientes em potencial devem ser procurados.
- Switch trading: prática na qual uma empresa vende para outra sua obrigação de fazer uma compra em um determinado país.
- Contra-compra: venda de bens e serviços a uma empresa em outro país por uma empresa que promete fazer uma compra futura de um produto específico da mesma empresa naquele país.
- Recompra: ocorre quando uma empresa constrói uma planta em um país - ou fornece tecnologia, equipamento, treinamento ou outros serviços ao país e concorda em tomar uma certa porcentagem da produção da planta como pagamento parcial pelo contrato.
- Compensação: Acordo de que uma empresa compensará uma compra em moeda forte de um produto não especificado dessa nação no futuro. Acordo de uma nação para comprar um produto de outra, sujeito à compra de alguns ou de todos os componentes e matérias-primas do comprador do produto acabado ou à montagem desse produto no país comprador.
- Comércio de compensação: o comércio de compensação é uma forma de troca na qual um dos fluxos é parcialmente em mercadorias e em parte em moeda forte.

## Necessidade
O Countertrade também ocorre quando os países carecem de moeda forte suficiente ou quando outros tipos de comércio no mercado são impossíveis.
Em 2000, a Índia e o Iraque chegaram a um acordo de troca de " petróleo por trigo e arroz ", sujeito à aprovação das Nações Unidas sob o Artigo 50 das sanções da Guerra do Golfo Pérsico da ONU, que facilitaria 300.000 barris de petróleo entregues diariamente à Índia a um preço de US $ 6,85 por barril, enquanto as vendas de petróleo do Iraque para a Ásia foram avaliadas em cerca de US $ 22 por barril. Em 2001, a Índia concordou em trocar 1,5 milhão de toneladas de petróleo iraquiano no âmbito do programa de petróleo por alimentos.
O Conselho de Segurança observou: "... embora os alimentos produzidos localmente tenham se tornado cada vez mais disponíveis em todo o país, a maioria dos iraquianos não tem o poder de compra necessário para comprá-los. Infelizmente, as rações mensais de alimentos representam a maior proporção de sua renda familiar. Eles são obrigados a trocar ou vender itens da cesta de alimentos, a fim de atender às outras necessidades essenciais. Esse é um dos fatores que explica parcialmente por que a situação nutricional não melhorou de acordo com a cesta de alimentos aprimorada. Além disso, a ausência de atividade econômica normal deu origem à disseminação da profunda pobreza ".

## Papel do Countertrade no mercado mundial
As transações de countertrade foram conduzidas basicamente entre a antiga União Soviética e seus aliados na Europa Oriental e em outras partes do mundo. A razão pela qual esses países alocaram grande parte de seu comércio ao countertrade foi atribuído à moeda forte insuficiente. Uma proporção significativa do comércio internacional, possivelmente em até 25%, envolve a troca de produtos por outros produtos e não por moeda forte. O contra-comércio pode variar de uma simples troca entre dois países a uma complexa rede de trocas que atende às necessidades de todos os países envolvidos.
O notável economista norte-americano Paul Samuelson estava cético sobre a viabilidade do countertrade como uma ferramenta de marketing, afirmando que "a menos que um alfaiate faminto encontre um fazendeiro não aprisionado, que tenha comida e desejo por um par de calças, nenhum deles pode negociar". (Isso é chamado " dupla coincidência de desejos ".) Mas essa é uma interpretação sem dúvida simplista de como os mercados operam no mundo real. Em qualquer economia real, a troca ocorre o tempo todo, mesmo que não seja o principal meio de aquisição de bens e serviços.
O volume de contra-comércio está crescendo. Em 1972, estimou-se que o contra-comércio era usado por empresas e governos em 15 países; em 1979, 27 países; no início dos anos 90, cerca de 100 países (Verzariu, 1992). Grande parte do contra-comércio envolveu a venda de equipamentos militares (armas, veículos e instalações).
Atualmente, mais de 80 países usam regularmente ou exigem trocas de countertrade. Funcionários da organização do Acordo Geral de Tarifas e Comércio (GATT) alegaram que o countertrade representa cerca de 5% do comércio mundial. O Departamento Britânico de Comércio e Indústria sugeriu 15%, enquanto alguns estudiosos acreditam que seja mais próximo de 30%, com o comércio leste-oeste chegando a 50% em alguns setores comerciais da Europa Oriental e do Terceiro Mundo há alguns anos. Um consenso de opiniões de especialistas (Okaroafo, 1989) colocou a porcentagem do valor dos volumes do comércio mundial vinculados a transações de contra-negociação entre 20% e 25%.
De acordo com uma declaração oficial dos EUA, "o governo dos EUA geralmente vê o countertrade, inclusive a troca, como contrário a um sistema aberto de comércio livre e, a longo prazo, não é do interesse da comunidade empresarial dos EUA. No entanto, por uma questão de política, o governo dos EUA não se oporá à participação de empresas americanas em acordos de countertrade, a menos que tal ação possa ter um impacto negativo na segurança nacional ".

## Outras informações
- Verzariu, P., (1992), "Trends and Developments in International Countertrade," Business America, (November 2), 2-6.
- Okaroafo, S., (1989) "Determinants of LDC Mandated Countertrade," International Management Review, (Winter), 1624
- Kelly, M., and McGowen, J., (2013) "BUSN 5," South - Western Cengage Learning, Mason, OH. ISBN 1111826730ISBN 1111826730.